# Macropus robustus
El walaró oriental o walaró común (Macropus robustus) es una especie de marsupial diprotodonto de la familia Macropodidae que habita en gran parte del continente australiano. Es una de los macrópodos más grandes y más comunes.
El walaró oriental es principalmente nocturno y solitario. Hacen un ruido fuerte y algunas subespecies presenta dimorfismo sexual, como la mayoría de walarós.

## Subespecies
Se reconocen cuatro subespecies Macropus robustus.
- Macropus robustus robustus. Propia del este de Australia; los machos de esta subespecie son oscuros y se parecen al walaró negro (Macropus bernardus). Las hembras son más pequeñas y de un color arena.

- Macropus robustus erubescens. Es la subespecie más común; es de color variable, pero en su mayoría son de color marrón.

- Macropus robustus isabellinus. Esta subespecie está limita a Barrow Island en Australia Occidental, y es comparativamente más pequeña. Son de un color marrón rojizo.

- Macropus robustus woodwardi. Esta subespecie se encuentra en la región de Kimberley en Australia Occidental y en una banda que discurre por el Territorio del Norte. Su color es una mezcla de colores marrón-gris de un tono pálido.

## Estado de conservación
El walaró oriental como especie no se considera amenazada, pero en la Isla de Barrow la subespecie M. r. isabellinus se clasifica como vulnerable.